# 拉施湖

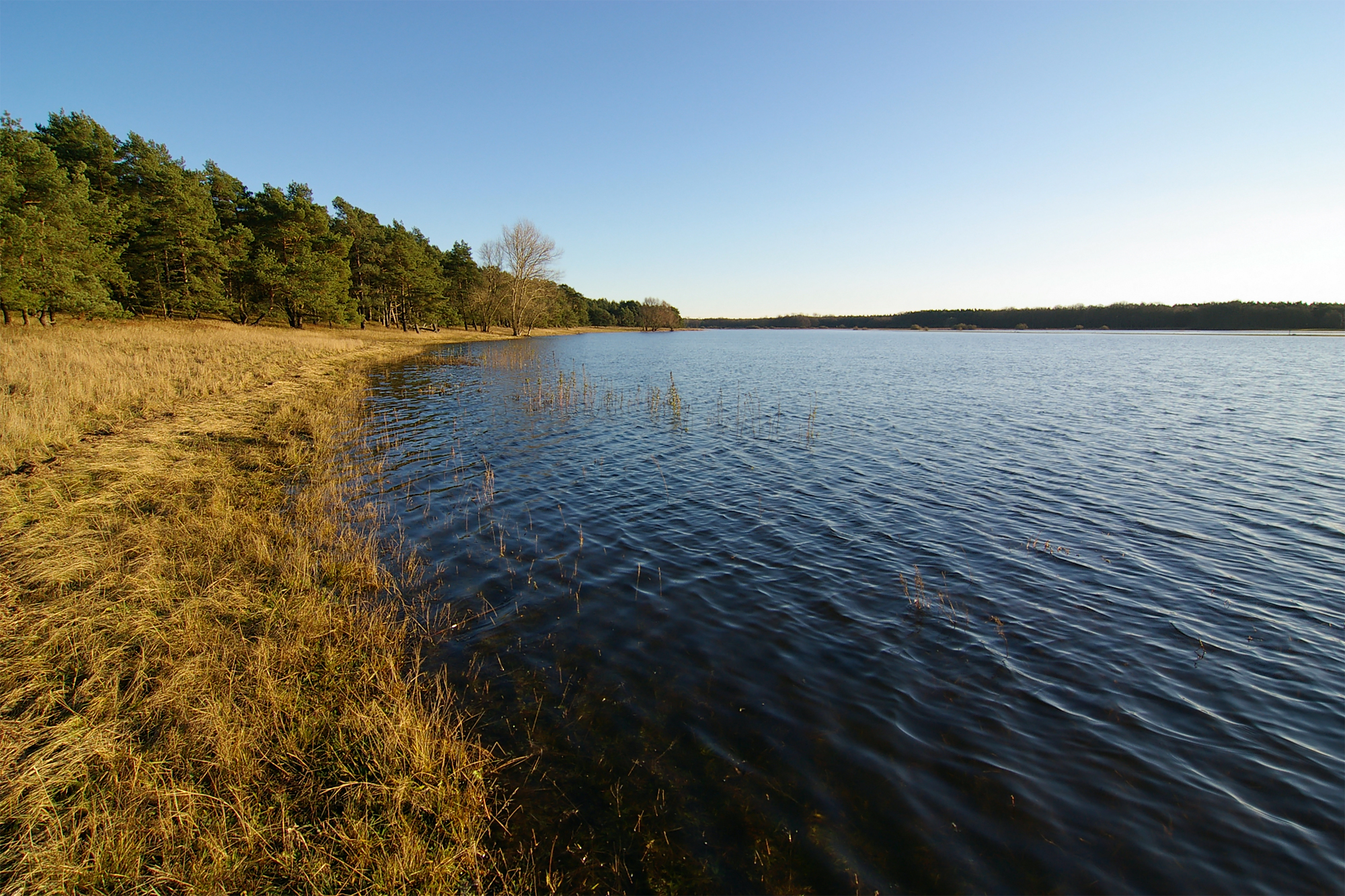

53°02′40″N 11°24′09″E / 53.044475°N 11.402367°E
拉施湖（德語：Laascher See），是德國的湖泊，位於該國西北部，由下薩克森州負責管轄，處於呂肖-丹嫩貝格縣，該湖泊長3.1公里、寬0.2公里，面積0.4平方公里。